# Shou Tsuboi
Shou Tsuboi (jap. 坪井翔, * 21. Mai 1995) ist ein japanischer Automobilrennfahrer. Er gewann 2018 die Japanische Formel-3-Meisterschaft.

## Karriere
Shou Tsuboi stieg 2012 im Formelsport ein und fuhr zwei Jahre in der japanischen Formel Challenge. 2013 beendete er die Saison mit dem fünften Platz und seinem besten Ergebnis in dieser Rennserie.
2015 wechselte er in die japanische Formel-4-Meisterschaft zum Rennteam TOM's und gewann auf einem Dome F110 den Meistertitel.
2016 stieg er mit TOM's in die Japanische Formel-3-Meisterschaft ein und pilotierte einen Dallara F314, mit dem er zum Saisonende den dritten Platz belegte. Im folgenden Jahr verbesserte er sich mit einem Dallara F317 auf den zweiten Platz in der Meisterschaft und 2018 gewann er mit 17 Siegen in 19 Rennen souverän die japanische Formel-3-Meisterschaft.
Seit 2016 startete Tsuboi beim FIA-Formel-3-Weltcup des Macau Grand Prix. Im Rennen am 18. November 2018 wurden er und die deutsche Rennfahrerin Sophia Flörsch in einem schweren Unfall verwickelt und dabei verletzt.
Shou Tsuboi fuhr 2017 und 2018 in der GT300-Klasse der japanischen Super-GT-Meisterschaft. Dort konnte er sich 2017 mit einem Lexus RC F GT3 auf den dritten Rang platzieren. Im Folgejahr erreichte er mit einem Toyota 86 MC den siebten Platz.
Er startete 2018 für Lexus Team SARD in einem Rennen mit einem Lexus LC500 in der GT500-Klasse und wurde Zweiter.